# August Bödecker (Flugpionier)
August Bödeker (geb. 26. Oktober 1910 in Osnabrück; gest. 5. September 1953 ebenda an den Folgen eines Flugzeugabsturzes auf dem Segelflugplatz Achmer, Niedersachsen) war ein deutscher Segelflieger. Er hält den bis heute (Stand 2023) nicht überbotenen Weltrekord im motorlosen Dauerfliegen bei Hangaufwind.

## Leben
Nach einer Lehre als Werkzeugmacher auf dem Stahlwerk Osnabrück trat er 1928 dem „Ring der Flieger“ bei, einem Zusammenschluss von Segelfliegerkameradschaften, da nach dem Versailler Vertrag zunächst noch kein Motorflug gestattet war. Er absolvierte die Prüfungen für die Segelflugscheine A, B und C und erwarb das Silber-C-Leistungsabzeichen („drei Schwingen auf blauem Grund im silbernen Kranz“), das von der 1930 gegründeten Internationalen Segelflugkommission vergeben wurde. 
1934 wurde er als Segelfluglehrer an der Reichssegelflugschule in Rossitten/Ostpreußen angestellt, die zu der Zeit Teil des Deutschen Luftsportverbandes war (einer paramilitärischen Tarnorganisation), die 1937 in das (ebenfalls paramilitärische) Nationalsozialistische Fliegerkorps überging. Vom 9. bis zum 11. Dezember 1938 absolvierte er mit seinem Kopiloten Karl-Heinz Zander in einem „Kranich II“ einen Flug von 50 Stunden und 15 Minuten, der als Weltrekord im nicht-thermischen Dauerflug bis heute nicht übertroffen wurde.
Nachdem ab Juni 1951 der Segelflugsport von den Alliierten zugelassen worden war, veranstaltete der „Osnabrücker Verein für Luftfahrt“ (OVfL) unter Bödekers Leitung am 30. August 1953 einen „Tag der Luftfahrt“. Bei dieser Veranstaltung startete Bödeker mit seinem Kopiloten Hugo Niehaus im Zweisitzer Doppelraab. Schon beim Start kam es zum Absturz. Beide Insassen wurden schwer verletzt ins Krankenhaus eingeliefert, der Kopilot überlebte, während August Bödeker am 5. September 1953 starb.
Auf Beschluss des Stadtrats vom 28. Juni 1954 wurde in Osnabrück eine Straße nach Bödeker benannt, in Achmer gibt es eine August-Bödeker-Straße; die Bödekerstraße in Hannover dagegen erinnert an den Pastor Hermann Wilhelm Bödeker.